# Luktaster
Luktaster (Symphyotrichum novae-angliae) är en flerårig ört i släktet höstastrar och familjen korgblommiga växter. Den beskrevs av Carl von Linné och fick sitt nu gällande namn av Guy L. Nesom.

## Utbredning
Luktastern förekommer i vilt tillstånd i östra och centrala Nordamerika. Den odlas som prydnadsväxt i andra delar av världen, och har som sådan spritt sig i Europa och västra Asien. I Sverige kan den påträffas som kvarstående eller tillfällig i landets södra delar.